# Charles Astruc
Pour les articles homonymes, voir Astruc.
 (novembre 2017).
Charles Astruc, né le 2 février 1916 à Paris et mort le 18 mai 2011 à Fontainebleau, est un helléniste, historien et poète français.

## Biographie
En 1941 il entre au département des manuscrits de la Bibliothèque nationale de France (BNF). Il y fera toute sa carrière et quittera la BNF en 1984 après avoir occupé le poste de conservateur en chef honoraire.

## Publications

### Traducteur
- Poèmes choisis, de Constantin Cavafy, Athènes : (s .n .), 1956. - 8 p. Extr. . de Hellénisme contemporain. Traduction du grec.
- Quarante poèmes mystiques, de Christian Morgenstern, éditions Triades, 1971. Traduction de l'allemand.

### Travaux universitaires
Parmi ses travaux et ses nombreuses collaborations (certaines, avec son épouse, Gilberte Astruc-Morize), on peut citer :
- L'édition bilingue des Deipnosophistes d'Athénée, éd. Les Belles Lettres, 1956, en collaboration avec Alexandre-Marie Desrousseaux.
- Benedetto Bacchini et les manuscrits de Sainte Justine de Padoue, Éditrice Antenore, 1960.
- La Tradition manuscrite des œuvres oratoires profanes de Théodore II Lascaris, E. de Boccard, Paris, 1965.
- Il collabore aux côtés de Denise Bloch et Jacques Monfrin aux travaux de Tammaro de Marinis pour l'établissement du supplément en deux tomes à La Biblioteca dei Re d'Aragona (éd. Olschki, 1969, Vérone, Italie).

### Poésie
À partir des années 1960 Charles Astruc donne des vers à la revue Points et Contrepoints (revue trimestrielle de poésie) aux côtés de Maurice Fombeure, de Marie Noël, Fernand Triger, de Jean Pourtal de Ladevèze.
- Les Moissons de la Ferveur, éd. Points et Contrepoints, Paris, 1965.
- Misère et Transfiguration, éd. La Revue moderne, Paris, 1975.
- Lumière éclose, Poèmes, éd. Arcam, Paris, 1985.
- Éclats de Vie, Poèmes, éd. Barré & Dayez, 1991.
- Au Fil de l'Age, Poèmes, éd. Barré & Dayez, 1992.
- Vers le Royaume, Poèmes, Les Presses littéraires, 1998.